# HMS C9
HMS C9 – brytyjski okręt podwodny typu C. Zbudowany w latach 1906–1907 w Vickers w Barrow-in-Furness. Okręt został wodowany 3 kwietnia 1907 roku i rozpoczął służbę w Royal Navy 18 lipca 1907 roku. 
W 1914 roku C10 stacjonował w Humber przydzielony do Szóstej Flotylli Okrętów Podwodnych (6th Submarine Flotilla) pod dowództwem LCdr. Johna R. G. Moncreiffea. 
Okręt został sprzedany w lipcu 1922 roku i zezłomowany.